# Cenostigma gardnerianum
Cenostigma gardnerianum är en ärtväxtart som beskrevs av Louis René Tulasne. Cenostigma gardnerianum ingår i släktet Cenostigma och familjen ärtväxter.

## Underarter
Arten delas in i följande underarter:
- C. g. gardnerianum
- C. g. latifolium